# Parafia Przemienienia Pańskiego w Boglewicach
Parafia pw. Przemienienia Pańskiego w Boglewicach – parafia rzymskokatolicka należąca do dekanatu wareckiego, archidiecezji warszawskiej, metropolii warszawskiej Kościoła katolickiego.